# DAC 1904 Dunajská Streda
DAC 1904 Dunajská Streda är en slovakisk fotbollsklubb från Dunajská Streda, som grundades år 1904. De spelar i den slovakiska superligan, som är den högsta divisionen inom slovakisk fotboll.

## Placering tidigare säsonger
| Säsong  | Nivå | Liga         | Placering | Referens |
| ------- | ---- | ------------ | --------- | -------- |
| 2011/12 | 1    | Corgoň liga  | 12        | [ 1 ]    |
| 2012/13 | 2    | 2. liga      | 1         | [ 2 ]    |
| 2013/14 | 1    | Corgoň liga  | 11        | [ 3 ]    |
| 2014/15 | 1    | Fortuna liga | 8         | [ 4 ]    |
| 2015/16 | 1    | Fortuna liga | 7         | [ 5 ]    |
| 2016/17 | 1    | Fortuna liga | 7         | [ 6 ]    |
| 2017/18 | 1    | Fortuna liga | 3         | [ 7 ]    |
| 2018/19 | 1    | Fortuna liga | 2         | [ 8 ]    |
| 2019/20 | 1    | Fortuna liga | 3         | [ 9 ]    |
| 2020/21 | 1    | Fortuna liga | 2         | [ 10 ]   |
| 2021/22 | 1    | Fortuna liga | 4         | [ 11 ]   |
| 2022/23 | 1    | Fortuna liga | 2         | [ 12 ]   |
| 2023/24 | 1    | Fortuna liga | 2         | [ 13 ]   |

## Trupp 2020
Uppdaterad: 4 september 2020.
| Nr | Land              | Pos | Namn                  |
| -- | ----------------- | --- | --------------------- |
| 1  | Slovakien         | MV  | Benjamín Száraz       |
| 3  | Ukraina           | F   | Danylo Beskorovainyi  |
| 6  | Kroatien          | MF  | Andrija Balić         |
| 7  | Ghana             | A   | Zuberu Sharani        |
| 8  | Ungern            | MF  | Máté Vida             |
| 9  | Venezuela         | A   | Eric Ramírez          |
| 10 | Slovakien         | MF  | Andrej Fábry          |
| 13 | Ungern            | MF  | Zsolt Kalmár (kapten) |
| 14 | Slovakien         | A   | Jakub Švec            |
| 17 | Kongo-Brazzaville | A   | Yhoan Andzouana       |
| 18 | Tyskland          | F   | Jannik Müller         |
| 19 | Gambia            | MF  | Sainey Njie           |
| 22 | Ungern            | MV  | Dániel Veszelinov     |

| Nr | Land      | Pos | Namn                            |
| -- | --------- | --- | ------------------------------- |
| 23 | Tyskland  | MF  | Sidney Friede                   |
| 24 | Slovakien | F   | Dominik Kružliak                |
| 26 | Ungern    | MF  | András Schäfer (lån från Genoa) |
| 29 | Kroatien  | A   | Marko Divković                  |
| 31 | Panama    | F   | Erick Davis                     |
| 33 | Slovakien | F   | Matúš Malý                      |
| 36 | Tjeckien  | MV  | Martin Jedlička                 |
| 44 | Panama    | MF  | Jorge Méndez                    |
| 66 | Slovakien | MF  | Martin Bednár                   |
| 77 | Slovakien | MF  | Sebastian Nebyla                |
| 82 | Panama    | F   | César Blackman                  |
|    | Nigeria   | A   | Abdulrahman Taiwo               |